# Rithachaupata
Rithachaupata (nep. रिठाचौपाता) – gaun wikas samiti w zachodniej części Nepalu w strefie Mahakali w dystrykcie Darchula. Według nepalskiego spisu powszechnego z 2001 roku liczył on 859 gospodarstw domowych i 4764 mieszkańców (2493 kobiet i 2271 mężczyzn).